# Конституционно-демократическая партия (Япония)
Конституционно-демократическая партия (яп. 立憲民主党 Риккэн-Минсюто:) — либеральная политическая партия в Японии, основанная в 2017 году.

## История

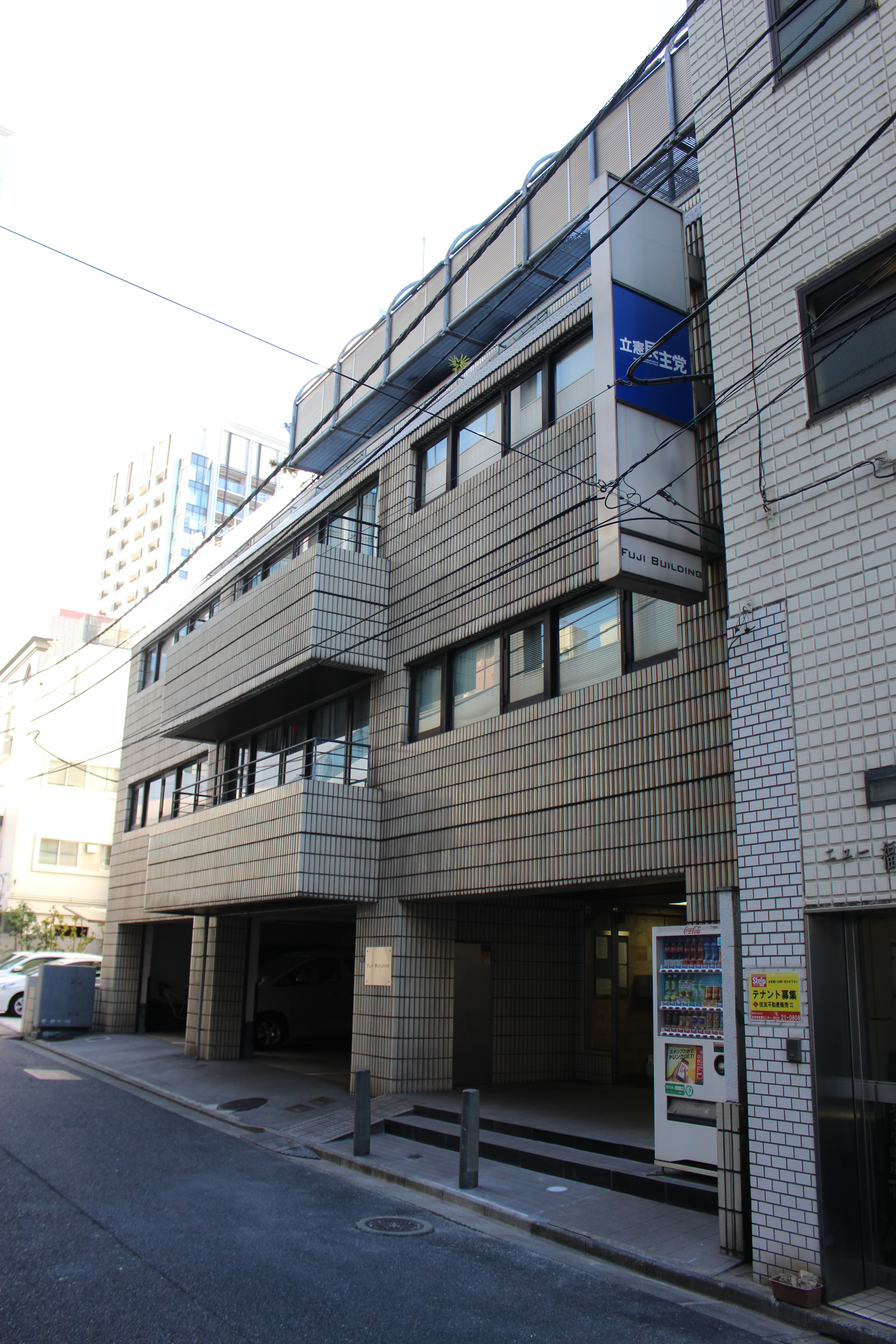
Штаб-квартира КДП в Токио

Партия была сформирована из левоцентристского откола от оппозиционной Демократической партии в преддверии всеобщих выборов 2017 года. Накануне, 28 сентября, Демократическая партия готовилась к объединению с консервативной Партией надежды губернатора Токио Юрико Коикэ (в итоге, они слились в Демократическую партию народа в 2018 году) и распустила свою фракцию в Палате представителей, чтобы её кандидаты выдвигались по спискам Партии надежды или как независимые. 
Более левые и либеральные члены Демократической партии, не желавшие вливаться в правую партию, дали 2 октября пресс-конференцию, объявив о создании новой партии. Они также отказались номинировать своих кандидатов по округам, в которых от Партии надежды выдвигались их бывшие однопартийцы, однако последние не ответили взаимностью (в отличие от Коммунистической партии Японии, снявшей своего кандидата в округе лидера Конституционно-демократической партии Юкио Эдано). 
В итоге, на выборах 22 октября 2017 года по многомандатным округам кадеты получили почти 20 % голосов. Партия провела 55 депутатов, став крупнейшей оппозиционной партией в парламенте и возглавив пацифистский блок (куда также входят коммунисты и социал-демократы).
На выборах в июле 2019 года в палату советников партия провела 32 депутатов и стала второй по значению группой.
Бывший министр экономики Японии и лидер главной в стране оппозиционной Конституционно-демократической партии (КДП) Юкио Эдано в сентябре 2020 года возглавил новую партию после объединения КДП с Народно-демократической партией страны. Новая партия по итогам прошедшего голосования сохранила название Конституционно-демократическая партия Японии.

## Руководители
| № | Имя          | Портрет | В должности            | В должности          |
| № | Имя          | Портрет | Вступил(а) в должность | Покинул(а) должность |
| - | ------------ | ------- | ---------------------- | -------------------- |
| 1 | Юкио Эдано   |         | 3 октября 2017         | 12 ноября 2021       |
| 2 | Кента Идзуми |         | 30 ноября 2021         | 23 сентября 2024     |
| 3 | Ёсихико Нода |         | 23 сентября 2024       | текущий              |